# جواو دا باولا
جواو دا باولا (بالبرتغالية: João da Paula‏) هو مجدف برتغالي، ولد في 20 يونيو 1930.

## وصلات خارجية
- جواو دا باولا على موقع الاتحاد الدولي للتجديف (الإنجليزية)
- جواو دا باولا على موقع أوليمبيديا (الإنجليزية)